# Кэрипсакы
Кэрипсакы (устар. Кэрянса-Кы) — река в России, протекает по территории Красноселькупского района Ямало-Ненецкого автономного округа. Устье реки находится в 1031 км по правому берегу реки Таз на высоте 53 метра над уровнем моря. Длина реки составляет 36 км. Основной приток — река Вэркы-Кэрыпсакы.

## Данные водного реестра
По данным государственного водного реестра России относится к Нижнеобскому бассейновому округу, водохозяйственный участок реки — Таз, речной подбассейн реки — подбассейн отсутствует. Речной бассейн реки — Таз.
По данным геоинформационной системы водохозяйственного районирования территории РФ, подготовленной Федеральным агентством водных ресурсов:
- Код водного объекта в государственном водном реестре — 15050000112115300063938
- Код по гидрологической изученности (ГИ) — 115306393
- Код бассейна — 15.05.00.001
- Номер тома по ГИ — 15
- Выпуск по ГИ — 3